# Rode pekanjer
De rode pekanjer (Silene viscaria, ook wel Lychnis viscaria en Viscaria vulgaris) is een overblijvende plant uit de anjerfamilie (Caryophyllaceae).

## Kenmerken
De plant is kruidachtig, 30 tot 60 cm hoog, kaal, met een ring van zeer kleverige klieren onder de bovenste knoppen, aan de voet met niet-bloeiende bladrozetten. De bladeren zijn tot 12 cm lang, langwerpig en spits, aan de voet iets behaard. De meeste bladeren vormen een wortelrozet. De plant draagt aan de stengel enkele kortere, tegenoverstaande, en kruislings geplaatst bladeren. De in een tros of pluim staande en schijnkransen vormende, tot 2 cm grote, tweeslachtige bloemen zijn roodpaars, zelden wit, met vijf ongedeelde of aan de top iets uitgerande kroonbladen. De vijf kelkbladen zijn vergroeid tot een kale kelkbuis met tien ribben. De vrucht is een doosvrucht met 5 tanden, die binnen de kelk kort gesteeld is. De bloeitijd is mei tot juli.

## Voorkomen
De rode pekanjer staat op zonnige, zelden licht beschaduwde plaatsen, op droge, stikstofarme, meestal zure bodems en op stenige ondergrond. In gebieden waar de soort van nature voorkomt, groeit ze in open bossen, bosranden en struwelen, in schrale graslanden en op rotsige ondergrond. De soort komt oorspronkelijk uit Oost en Midden-Europa en West-Azië. De plant wordt veel aangeplant in tuinen, en buiten het oorspronkelijke areaal verwildert de soort daaruit door zaad en tuinafval.

## Naamgeving
De rode pekanjer kreeg van Linnaeus in 1753 in Species plantarum de botanische naam Lychnis viscaria. "Viscaria" is afgeleid van Viscum, en betekent "kleverig". In 1793 plaatste Moritz Balthasar Borkhausen als eerste de soort in het geslacht Silene. In 1800 creëerde Johann Jakob Bernhardi voor deze soort het geslacht Viscaria. Omdat in de botanische nomenclatuur de naam Viscaria viscaria niet is toegestaan, gaf hij de soort de naam Viscaria vulgaris. Zowel de naam van Borkhausen als die van Bernhardi zijn inmiddels gangbaar voor deze soort.

### Synonymie
- Lychnis viscaria L. Species plantarum: 436 (1753) (basioniem)
  - Silene viscaria (L.) Borkh. Rheinisches Magazin zur Erweiterung der Naturkunde 1: 520 (1793)[noot 1]
  - Viscaria vulgaris Bernh. Systematisches Verzeichnis der Pflanzen, welche in der Gegend um Erfurt gefunden werden: 261[dode link] (1800), nom. nov. voor Lychnis viscaria[noot 2]
  - Steris viscaria (L.) Raf. Autikon Botanikon: 27 (1840)
- Viscaria neglecta G.Don A General History of the Dichlamydeous Plants 1: 415 (1831)
- Viscaria atropurpurea Griseb. Spicilegium Florae rumelicae et bithynicae 1(2/3): 166 (1843)
  - Lychnis atropurpurea (Griseb.) Nyman Sylloge Florae Europaeae: 229 (1855)
  - Steris atropurpurea (Griseb.) Holub Folia Geobotanica et Phytotaxonomica 12(4): 429 (1977)
  - Silene atropurpurea (Griseb.) Greuter & Burdet Willdenowia 12(2): 189 (1982)
- Viscaria sartorii Boiss. Diagnoses plantarum orientalium novarum ser. 2, 1: 79 (1854)
  - Lychnis sartorii (Boiss.) Hayek Repertorium Specierum Novarum Regni Vegetabilis Beihefte 30(1): 287 (1924)
  - Steris sartorii (Boiss.) Ikonn. Novosti Sistematiki Vysshikh Rastenii 24: 81 (1987)
  - Lychnis atropurpurea subsp. sartorii (Boiss.) Micevski Prilozi, Oddelenie za Bioloshki i Meditsinski Nauki 9(1-2): 48 (1991)
- Silene opposita Formánek Verhandlungen des Naturforschenden Vereins in Brünn 34: 339 (1896)
- Viscaria vulgaris subsp. vallesiaca Thell. Berichte der Schweizerischen Botanischen Gesellschaft 22: 122 (1913)
  - Viscaria vallesiaca (Thell.) Bergmans Vaste planten en rotsheesters: 594 (1924)